# Bullimus luzonicus
Bullimus luzonicus  (Thomas, 1895) è un roditore della famiglia dei Muridi diffuso sull'isola di Luzon, nelle Filippine.

## Descrizione

### Dimensioni
Roditore di grandi dimensioni, con la lunghezza della testa e del corpo tra 234 e 267 mm, la lunghezza della coda tra 192 e 233 mm, la lunghezza del piede tra 53 e 57 mm, la lunghezza delle orecchie tra 31 e 34 mm e un peso fino a 520 g.

### Aspetto
La pelliccia è lunga e soffice. Le parti superiori sono marroni brizzolate, mentre le parti inferiori sono giallo-brunastre. La testa è grigiastra e sono presenti degli anelli più scuri intorno agli occhi. Le orecchie sono finemente ricoperte di peli. Il dorso delle zampe è argentato. La coda è più corta della testa e del corpo, finemente ricoperta di peli, nerastra sopra, più chiara sotto, con l'estremità bianca ed è rivestita da circa 8-9 anelli di scaglie per centimetro.

## Biologia

### Comportamento
È una specie notturna e terricola. Talvolta è attiva anche di giorno. Costruisce dei lunghi percorsi attraverso l'erba alta, dove lascia parti vegetali rosicchiate.

## Distribuzione e habitat
Questa specie è diffusa sull'isola di Luzon, nelle Filippine.
Vive nelle foreste di pianura, secondarie, primarie montane, rigenerate ed anche boscaglie e zone agricole fino a 2.740 metri di altitudine.

## Conservazione
La IUCN Red List, considerata la tolleranza alle modifiche ambientali, la popolazione numerosa, classifica B.luzonicus come specie a rischio minimo (Least Concern).